# Hlenni Ormsson
Hlenni Ormsson (n. 941) fue un caudillo vikingo de Hleidrargardur, Saurbaer, Eyjafjardarsýsla en Islandia. Es un personaje de la saga Ljósvetninga, donde se le menciona con el apodo «el Viejo», la saga de Víga-Glúms, donde se le menciona con el apodo de «el Sabio» y la saga de Njál. Era hijo de Ormur Þórisson.